# 輸租田
輸租田（ゆそでん）とは、律令制における田地のうち、課税方式の区分で収穫物の中から田租（官物）を国衙へ納めることが定められた田。これに対し、不輸租田とは田地の領主が給与として年貢を直接受け取る田地で、国衙へは田租を納めないものを指す。
輸租田と不輸租田との区別は（ただし時期によって異なる）：
- 輸租田：口分田（班田）・位田・功田・賜田・国造田・郡司職田・墾田
- 不輸租田：職田・公廨田・駅起田・官田・寺田・神田・釆女田

## 概説
田租は大宝律令では1段につき2束2把、慶雲3年9月10日（706年10月21日）格では1束5把に改められた。これは度量衡の変更によるもので実質的にはほぼ同量と言われている。毎年稲の収穫が終わる9月から11月にかけて輸租田から国衙に田租が納入された。また、これに付随して正税・出挙が合わせて賦課された。これに対して田租を納めない田を不輸租田と呼ぶ（ただし、いずれにも属しない輸地子田（乗田・無主田・収公田など田租の替わりに地子を納める田地）も存在する）。
班田制の衰退とともに田地の課税方式自体が変質し、輸祖田と輸地子田が公田、田租と地子が租穀として一括把握されるようになった。租穀は1段につき3斗（6束に相当）が基準とされたが、実際の賦課は一定では無かった。それに対して11世紀に導入された賦課基準が公田官物率法であった。
権門所有の荘園内であったとしても、輸租田に該当する田地は田租が徴収された。しかし10世紀に入ると権門は、太政官符・民部省符の認定により荘園内の大部分の田に不輸の権を獲得し、事実上の不輸租田とした。これを官省符荘と呼ぶ。これに対して輸租田の回復を目指して出されたのが荘園整理令であった。